# 悪魔のえじき2
『悪魔のえじき2』（I Spit on Your Corpse, I Piss on Your Grave）は、アメリカ合衆国のビデオ映画。『悪魔のえじき2』という邦題ではあるが1978年の『悪魔のえじき』の続編ではなく別作品。

## キャスト
| 役名     | 俳優                         | 日本語吹替     |
| -------- | ---------------------------- | -------------- |
| サンディ | エミリー・ハック             | 坂内麗子       |
| ケヴィン | スコット・スプーキートゥース | 小竹達雄       |
| ダグ     | ショーン・スノウ             | ベイサイド雄一 |
| ジョー   | ジェフ・アトウォーター       | 里タクヤ       |
| ジェリー | ジョン・スピッチ             | 岡見文克       |
| ベス     | キンバリー・ペセク           | 小川亜夕       |